# Campeonato Baiano de Futebol de 2002
O Campeonato Baiano de Futebol de 2002 foi a 98.ª edição desse evento esportivo profissional disputada no estado da Bahia. Foi disputado em duas fases, as quais por vezes são referidas como campeonatos distintos naquele mesmo ano. Com a disputa do Campeonato do Nordeste de Futebol de 2002 ao mesmo tempo, a primeira fase foi disputada somente pelos nove clubes que não disputaram a competição nordestina. A fase final foi programada para depois do encerramento do Campeonato do Nordeste para ser disputada por seis clubes, os três primeiros colocados da primeira fase e os três clubes baianos da competição nordestina. A primeira fase foi vencida pelo então Palmeiras do Nordeste, enquanto que a fase final, tratada como "supercampeonato", foi vencida pelo Vitória. O Barreiras foi rebaixado à Segunda Divisão do ano seguinte por ter feito a pior campanha no Campeonato.

## Regulamento
Na primeira fase, nove times jogaram entre si em jogos de ida e volta e os dois primeiros colocados ao fim desses confrontos fizeram final para decidir o título do certame que dava ao campeão uma vaga no Campeonato Brasileiro de Futebol - Série C e na Seletiva do Campeonato do Nordeste.
Na fase final, os três primeiros do campeonato juntaram-se aos clubes que não participaram da disputa para a disputa do título. Os seis clubes se enfrentaram em jogos de ida e volta e os dois primeiros fizeram a final para decidir o título.

## Campeonato

### Classificação da primeira fase
| Pos | Times                  | Pts | J  | V | E | D | GP | GC | SG  |
| --- | ---------------------- | --- | -- | - | - | - | -- | -- | --- |
| 1   | Palmeiras do Nordeste  | 29  | 16 | 8 | 5 | 3 | 33 | 20 | +13 |
| 2   | Cruzeiro-BA            | 29  | 16 | 8 | 5 | 3 | 31 | 19 | +12 |
| 3   | Catuense               | 27  | 16 | 7 | 6 | 3 | 22 | 15 | +7  |
| 4   | Camaçari               | 26  | 16 | 7 | 5 | 4 | 33 | 17 | +16 |
| 5   | Colo Colo              | 22  | 16 | 6 | 5 | 5 | 22 | 28 | -6  |
| 6   | Atlético de Alagoinhas | 16  | 16 | 4 | 4 | 8 | 15 | 26 | -11 |
| 7   | Juazeiro               | 16  | 16 | 4 | 4 | 8 | 15 | 28 | -13 |
| 8   | Poções                 | 15  | 16 | 3 | 7 | 6 | 21 | 28 | -7  |
| 9   | Barreiras              | 13  | 16 | 3 | 4 | 9 | 21 | 32 | -11 |

### Partidas finais da primeira fase
Jogo de ida: 4 de Maio
Jogo de volta: 12 de Maio
| Time 1   | Total | Time 2                | ida | volta |
| -------- | ----- | --------------------- | --- | ----- |
| Cruzeiro | 1-3   | Palmeiras do Nordeste | 1-1 | 0-2   |

| Campeão da Primeira Fase |
| ------------------------ |
|                          |
| Palmeiras do Nordeste    |

### Classificação da fase final
| Pos | Times                 | Pts | J  | V | E | D | GP | GC | SG |
| --- | --------------------- | --- | -- | - | - | - | -- | -- | -- |
| 1   | Vitória               | 20  | 10 | 6 | 2 | 2 | 22 | 14 | +8 |
| 2   | Fluminense de Feira   | 14  | 10 | 3 | 5 | 2 | 12 | 11 | +1 |
| 3   | Bahia                 | 13  | 10 | 3 | 4 | 3 | 20 | 14 | +6 |
| 4   | Cruzeiro-BA           | 12  | 10 | 4 | 0 | 6 | 10 | 18 | -8 |
| 5   | Catuense              | 11  | 10 | 2 | 5 | 3 | 14 | 13 | +1 |
| 6   | Palmeiras do Nordeste | 10  | 16 | 3 | 1 | 6 | 8  | 16 | -8 |

### Partidas finais
Jogo de ida: 16 de Junho
Jogo de volta: 20 de Junho
| Time 1              | Total | Time 2  | ida | volta |
| ------------------- | ----- | ------- | --- | ----- |
| Fluminense de Feira | 0-5   | Vitória | 0-0 | 0-5   |

| Campeão Baiano de 2002 |
| ---------------------- |
|                        |
| Vitória                |